# Hornungia procumbens
Hornungia procumbens là một loài thực vật có hoa trong họ Cải. Loài này được (L.) Hayek mô tả khoa học đầu tiên năm 1925.